# Политическое устройство Словакии
Под политическим устройством Словакии подразумевается совокупность политических институтов и процессов принятия политических решений.
Политическое устройство Словакии базируется на принципах парламентской демократии. Основную роль играют интенсивно конкурирующие друг с другом политические партии, поэтому политическую систему Словакии еще часто называют партийной демократией.

## Правовая основа
Словакия является парламентской республикой, глава государства — президент. Государственное устройство — унитарное государство. Согласно Конституции Словакии власть разделяется на законодательную, исполнительную и судебную.

## Конституция
Главный закон Словакии был принят 1 сентября 1992 года Словацким национальным советом (в составе Чешской и Словацкой Федеративной Республики). Подписан 3 сентября 1992 года Президентом Словакии в Зале Рыцарей Братиславского Града. Вступил в силу 11 октября 1992 года (некоторые положения с 1 января 1993 года). Изменения в Конституцию вносились три раза: в 1998, 1999 и 2001 годах.

В Конституции задекларировано следующее: 
Словацкая республика является суверенным, демократическим и правовым государством. Она является независимой от любой идеологии и вероисповедания.
Текст Конституции состоит из преамбулы и 9 глав, разделенных на 156 статей, которые в свою очередь сгруппированы в отдельные разделы.

## Законодательная власть
Законодательная власть в государстве принадлежит однопалатному парламенту — Национальному совету Словакии, состоящему из 150 депутатов, избираемых на всеобщих прямых выборах сроком на 4 года по пропорциональной системе.
Некоторые важные вопросы граждане государства решают путем референдума. Выбирать имеют право граждане, достигшие 18-летнего возраста, а быть избранными достигшие 21 года.
Конституцией установлен принцип несовместимости депутатского мандата и должности члена правительства, таким образом на период членства в правительстве мандат депутата недействителен.
Национальный совет принимает законы, государственный бюджет, формирует состав и структуру правительства, инициирует всенародные референдумы, одобряет договоры о присоединении к межгосударственным союзам.
Принятые законы подписывает президент.

### Партии
После парламентских выборов от 6 марта 2016 года в парламенте представляют интересы народа следующие политические партии:
| Аббревиатура | Название                                                               | %     | Мандатов | Мандатов в прошлом созыве |
| ------------ | ---------------------------------------------------------------------- | ----- | -------- | ------------------------- |
| Smer-SD      | Курс — социальная демократия                                           | 28.28 | 49       | 83                        |
| SAS          | Свобода и солидарность                                                 | 12.1  | 21       | 11                        |
| OĽaNO/NOVA   | Обыкновенные люди и независимые личности/NOVA                          | 11.02 | 19       | 16                        |
| SNS          | Словацкая национальная партия                                          | 8.64  | 15       | -                         |
| ĽSNS         | Народная партия — наша Словакия                                        | 8.04  | 14       | -                         |
| Sme Rodina   | Мы семья                                                               | 6.62  | 11       | -                         |
| MOST-HÍD     | Мост                                                                   | 6.5   | 11       | 13                        |
| Siet'        | Сеть                                                                   | 5.6   | 10       | -                         |
| KDH          | Христианско-демократическое движение                                   | 4.94  | -        | 16                        |
| SDKÚ-DS      | Словацкий демократический и христианский союз — Демократическая партия | 0.28  | -        | 11                        |

## Исполнительная власть
Высшим органом исполнительной власти является Правительство Словакии, которое формируется коалицией партий. Во главе правительства стоит премьер-министр Словакии, который зачастую избирается из руководителей крупнейшей парламентской партии. Правительство состоит из 13 министров и несколько вице-премьер-министров, их число зависит от потребностей конкретного правительства.
Правительство представляет парламенту свою программу с целью получить доверие (процедура инвеституры). Если в течение 6 месяцев после формирования правительства его программа не будет одобрена, президент уполномочен распустить Национальный совет.
Правительство несет коллективную и индивидуальную политическую ответственность перед парламентом.

## Судебная власть
Судебную власть осуществляют органы судебной системы государства, представленные судами общей юрисдикции и другими судами.
Высшим судом общей юрисдикции является Верховный суд. Верховный Суд возглавляет председатель, который одновременно является председателем Совета юстиции Словацкой Республики.
Суды общей юрисдикции на низших уровнях организованы на основе административно-территориального деления и принципа эффективности (не во всех окружных центрах есть окружные суды). Судей бессрочно назначает президент по представлению спецоргана — Судейского совета.
Верховный Суд как высшее звено судопроизводства в Словацкой Республике никогда не действует в качестве суда первой инстанции. Он рассматривает апелляции на решения краевыми, окружными судами и Специализированным уголовным судом.
Решение Верховного Суда Словакии является окончательным и обжалованию не подлежит.
В систему судов общей юрисдикции не входит Конституционный суд и Специализированный уголовный суд.
Специальным судом является Конституционный суд — высший орган, рассматривающий общегосударственные дела о соответствии тех или иных действий и форм взаимодействия ветвей власти.
Конституционный суд состоит из 13 судей, которых назначает президент по представлению Национального совета сроком на 12 лет.
До 2009 года в Словакии действовали военные суды. После их упразднения компетенция перешла в суды общей юрисдикции.

## Президент
Главой государства и главнокомандующим Вооруженными силами страны является Президент.
По действующему законодательству в основном Президент Словакии наделен церемониальными функциями, однако в некоторых случаях он имеет специальные полномочия, среди которых: назначение и освобождение премьер-министра от своей должности (а также других членов правительства), объявление о проведении референдума, право распустить парламент (при определенных условиях) и другие.
Президент избирается прямым волеизъявлением народа на выборах каждые 5 лет. Досрочно прекратить полномочия президента может только Национальный совет или путем объявления всенародного референдума, или на основании обвинения в государственной измене, или на основании нарушения действующей конституции (по решению Конституционного суда).
С 2019 года должность президента занимает Зузана Чапутова (Прогрессивная Словакия, с 2019 беспартийная).